# Marie Wright
Marie Wright (1862 – 1 de maio de 1949) foi uma atriz britânica da era do cinema mudo.

## Filmografia selecionada
- The Kinsman (1919)
- Mrs. Thompson (1919)
- Testimony (1920)
- Paddy the Next Best Thing (1923)
- Murder! (1930)
- Black Coffee (1931)
- Up for the Cup (1931)
- Tilly of Bloomsbury (1931)
- The Amazing Quest of Ernest Bliss (1936)
- Hail and Farewell (1936)
- Sixty Glorious Years (1938)
- Sexton Blake and the Hooded Terror (1938)
- Silver Top (1938)
- Gaslight (1940)